# Little Broken Hearts

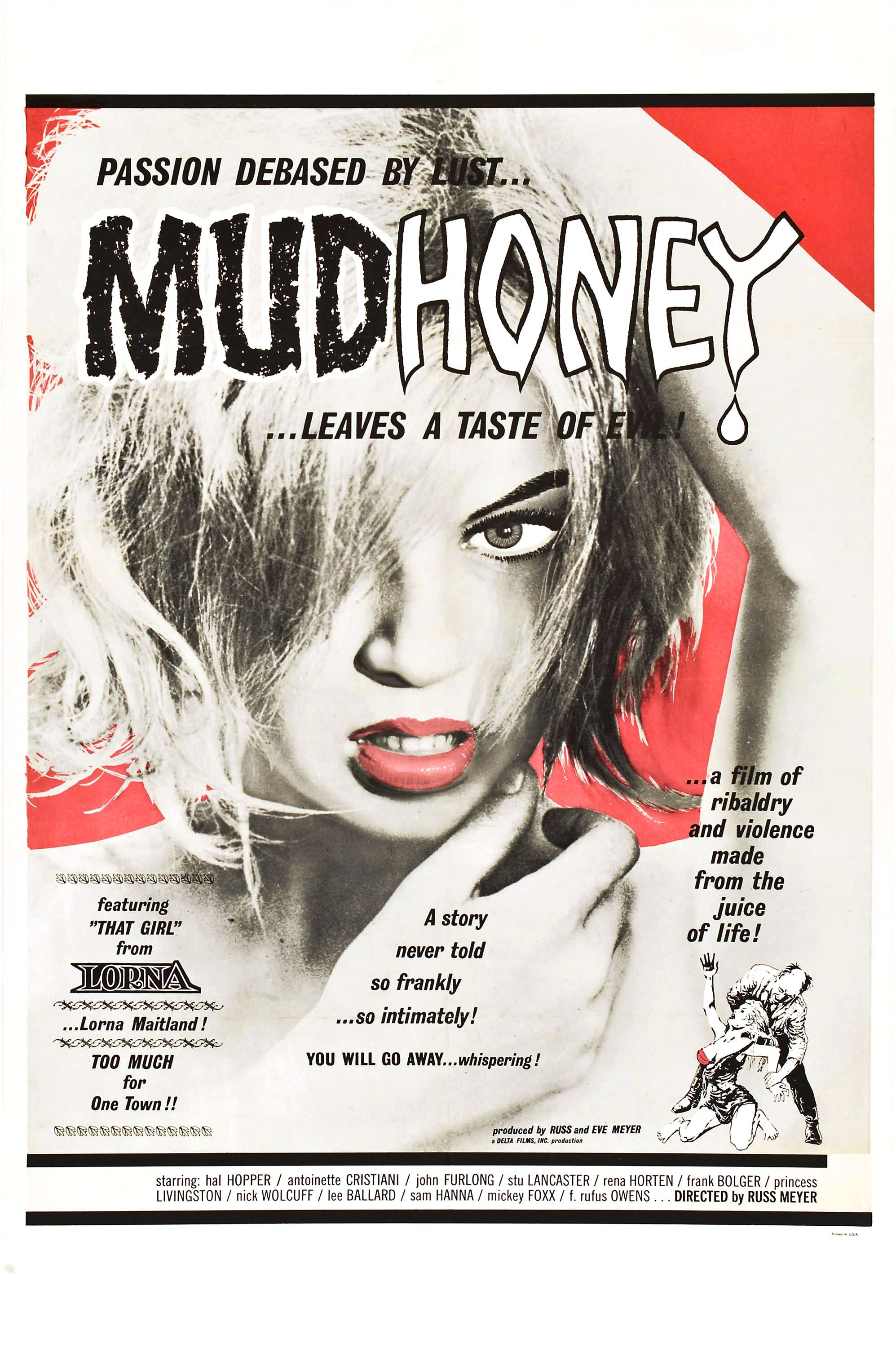
Den filmaffisch som albumomslaget är formgivet efter.

Little Broken Hearts är Norah Jones femte studioalbum, utgivet 2012. Det producerades av Brian Burton, mer känd som Danger Mouse, som Jones tidigare samarbetat med på albumet Rome.
"Happy Pills" släpptes som förstasingel från albumet den 6 mars 2012.
Skivans omslag är inspirerat av en affisch för filmen Mudhoney från 1965.

## Låtlista
Samtliga låtar skrivna av Norah Jones och Brian Burton.
1. Good Morning – 3:18
2. Say Goodbye – 3:28
3. Little Broken Hearts – 3:12
4. She's 22 – 3:11
5. Take It Back – 4:06
6. After the Fall – 3:42
7. 4 Broken Hearts – 3:00
8. Travelin' On – 3:07
9. Out on the Road – 3:29
10. Happy Pills – 3:35
11. Miriam – 4:25
12. All a Dream – 6:30

## Medverkande
- Norah Jones – sång, akustisk gitarr, elgitarr (spår 1–5, 7, 10–12), bas (spår 2), piano (spår 2, 4, 5, 7, 9–12), Rhodes-piano (spår 1, 7), Wurlitzer (spår 2, 5), orgel (spår 4)
- Brian Burton – elgitarr (spår 2, 3, 5, 7, 9), akustisk gitarr (spår 1, 8), bas och programmering (spår 12), synthesizer (spår 1–6, 8–10, 12), orgel (spår 1, 6), piano (spår 6), trummor (spår 2, 3, 5, 7, 10), slagverk (spår 3), stråkarrangemang (spår 5, 6, 11, 12)
- Blake Mills – elgitarr (spår 1, 3–7, 9–12), akustisk gitarr (spår 7, 11, 12)
- Dan Elkan och Todd Monfalcone – elgitarr (spår 10)
- Gus Seyffert – bas (spår 3, 5–7, 9, 11, 12), elgitarr (spår 5, 7), kör (spår 5)
- Heather McIntosh – bas (spår 8), cello (spår 1, 2, 8)
- Jonathan Hischke – bas (spår 10)
- Joey Waronker – trummor, slagverk (spår 6, 7, 9, 11, 12)
- Sonus Quartet – stråkar (spår 5, 6, 11, 12)

## Listplaceringar i Norden
| Lista (2012) | Topplacering |
| ------------ | ------------ |
| Sverige      | 4            |
| Norge        | 3            |
| Danmark      | 2            |
| Finland      | 7            |